# ガット・ライヴ・イフ・ユー・ウォント・イット!
『ガット・ライヴ・イフ・ユー・ウォント・イット!』(Got Live If You Want It!)は、1966年にリリースされたローリング・ストーンズの最初のライブ・アルバム。

## 解説
本作は、アメリカ合衆国での配給元であるロンドン・レコードの要請により編集されたライブ・アルバムであるが、バンドはその出来に満足せず、アルバムとの関係を否定した。彼ら自身は1970年にリリースされた『ゲット・ヤー・ヤ・ヤズ・アウト』を最初の公式ライブ・アルバムであると考えている。本作のタイトルは1965年にイギリスでのみリリースされたEP『ガット・ライヴ・イフ・ユー・ウォント・イット!』と同一であった。
本作は1966年10月前半のニューカッスル・アポン・タインとブリストルでの演奏が納められた（ジャケットにはロイヤル・アルバート・ホールでのライヴとクレジットされている）。アルバムは「恋をしすぎた」「フォーチュン・テラー」がそれぞれスタジオ録音へ歓声をオーヴァーダビングしたものが収録され、他の曲もほとんどがヴォーカルを録り直ししているため、厳密にはライブ・アルバムとは言い難い。当初発売されたものは「恋をしすぎた」「フォーチュン・テラー」はフェード・アウトしていたものの(「恋をしすぎた」はステレオ盤のみ。モノラル盤は完奏版)、1986年にアブコ・レコードによりリマスターされた際に両曲はライヴ演奏のようにエンディングが途中でカットされた。また、「アンダー・マイ・サム」の前のナレーションも別テイクのものが長く収録されている。マスターによっては最終曲「サティスファクション」のあとに「ゴッド・セイヴ・ザ・クイーン」（ストーンズの演奏ではない）が収録されているものがある。また、前述の「恋をしすぎた」や「フォーチュン・テラー」がフェード・アウトしないように加工されているにもかかわらず、「サティスファクション」では演奏がフェード・アウトする（リマスター以前から）。
本作はアメリカでのみ発売され、チャートでは6位に到達しゴールド・アルバムとなった。
2002年8月にアブコ・レコードよりリマスターされた上で、SACDとのハイブリッドCDとしてデジパック仕様で再発された。

## 収録曲
特筆無い限りジャガー/リチャード作詞・作曲。

### SIDE A
1. アンダー・マイ・サム - Under My Thumb 2:54
2. 一人ぼっちの世界 - Get Off Of My Cloud 2:54
3. レディ・ジェーン - Lady Jane 3:08
4. ノット・フェイド・アウェイ - Not Fade Away (Buddy Holly / Norman Petty) 2:04
5. 恋をしすぎた - I've Been Loving You Too Long (Otis Redding / Jerry Butler) 2:55 
  - スタジオ録音へのオーヴァーダビング、1965年5月11日。
6. フォーチュン・テラー - Fortune Teller (Naomi Neville) 1:57 
  - スタジオ録音へのオーヴァーダビング、1963年8月8日。

### SIDE B
1. ラスト・タイム - The Last Time 3:08
2. 19回目の神経衰弱 - 19th Nervous Breakdown 3:31
3. タイム・イズ・オン・マイ・サイド - Time Is On My Side (Norman Meade) 2:49
4. アイム・オーライト - I'm Alright 2:27
5. マザー・イン・ザ・シャドウ - Have You Seen Your Mother Baby, Standing in the Shadow? 2:19
6. サティスファクション - (I Can't Get No) Satisfaction 3:05